# No Panties
No Panties è un singolo discografico della rapper statunitense Trina, pubblicato nel 2002 e realizzato in collaborazione con il cantante Tweet.

## Il brano
Il brano è stato scritto da Missy Elliott, che ne è anche coproduttrice insieme a Nisan Stewart. Esso è stato estratto dal secondo album in studio di Trina, ovvero Diamond Princess.

## Tracce
- 12" Singolo/CD

1. No Panties (clean) – 2:43
2. No Panties (instrumental) – 2:29
3. No Panties (dirty) – 2:44
4. No Panties (acapella) – 2:44

- 12" Singolo/CD

1. No Panties (explicit album version) – 2:42
2. No Panties (instrumental) – 2:28
3. Get It (non-album bonus track) – 3:48

- CD

1. No Panties (explicit album version) – 2:44
2. No Panties (Seth Vogt's Thermostat Remix) – 5:52

- Download digitale

1. No Panties – 2:44

## Video
Il videoclip della canzone è stato diretto da Dave Meyers.